# میشائیل شولته (خواننده)
میشائیل شولته (انگلیسی: Michael Schulte؛ زادهٔ ۳۰ آوریل ۱۹۹۰) خواننده-ترانه‌پرداز، و آهنگساز اهل آلمان است. وی از سال ۲۰۰۸ میلادی تاکنون مشغول فعالیت بوده‌است و در سال ۲۰۱۸ با ترانه تو اجازه دادی من تنها راه بروم نماینده آلمان در یوروویژن ۲۰۱۸ شد.
او نماینده آلمان در یوروویژن ۲۰۱۸ بود و به مقام چهارم دست یافت